# Рајовић
Рајовић је српско и црногорско презиме.

## Особе
- Блажо Рајовић, црногорски фудбалер.
- Бобан Рајовић, црногорски поп певач.
- Зоран Рајовић, српски фудбалер.
- Сања Рајовић, српска рукометашица.